# James Dooge
James Clement Ignatius Dooge (Iers: Séamus Ó Dubhthaigh) (Birkenhead, 1 juli 1922 - Monkstown, 20 augustus 2010) was een Iers professor, politicus voor Fine Gael en minister van buitenlandse zaken.
Dooge was professor in de ingenieurswetenschappen aan de Nationale Universiteit van Ierland. Daarnaast bouwde hij ook een politieke loopbaan uit. In 1961 werd hij als kandidaat van Fine Gael verkozen tot lid van de senaat (Seanad Éireann). Tot 1969 vertegenwoordigde hij het Labour Panel en vervolgens tot 1977 het Industrial and Commercial Panel. Van 1965 tot 1969 was hij ondervoorzitter van de senaat (Leas-Chathaoirleach).
Van 1973 tot 1977 was Dooge senaatsvoorzitter (Cathaoirleach). In deze functie was hij samen met de voorzitter van het Lagerhuis (Ceann Comhairle), Seán Treacy, en de voorzitter van het Opperste Gerechtshof, Thomas F. O’Higgins, tweemaal - van 17 november (dood van Erskine Hamilton Childers) tot 19 december 1974 en van 22 november (ontslag van Cearbhall Ó Dálaigh) tot 3 december 1976 - lid van het comité van voorzitters (Coimisiún Uachtarán), die in geval van voortijdig vertrek of overlijden van de Ierse president tot het aantreden van een opvolger, de functie van staatshoofd uitoefent. In 1977 stelde hij zich niet opnieuw kandidaat voor de senaat.
Van 21 oktober 1981 tot 9 maart 1982 maakte hij als minister van buitenlandse zaken deel uit van de regering van premier (Taoiseach) Garret FitzGerald. Tegelijkertijd werd hij door FitzGerald in 1981 opnieuw benoemd tot lid van de senaat. Van 1984 tot 1985 leidde hij de zg. "Dooge-commissie", die voorstellen voor de hervorming van de instellingen van de Europese Gemeenschap moest uitwerken.
Hij was tot 1987 lid van de senaat, ditmaal als vertegenwoordiger van Fine Gael voor de Nationale Universiteit van Ierland.